# 실비 졸리

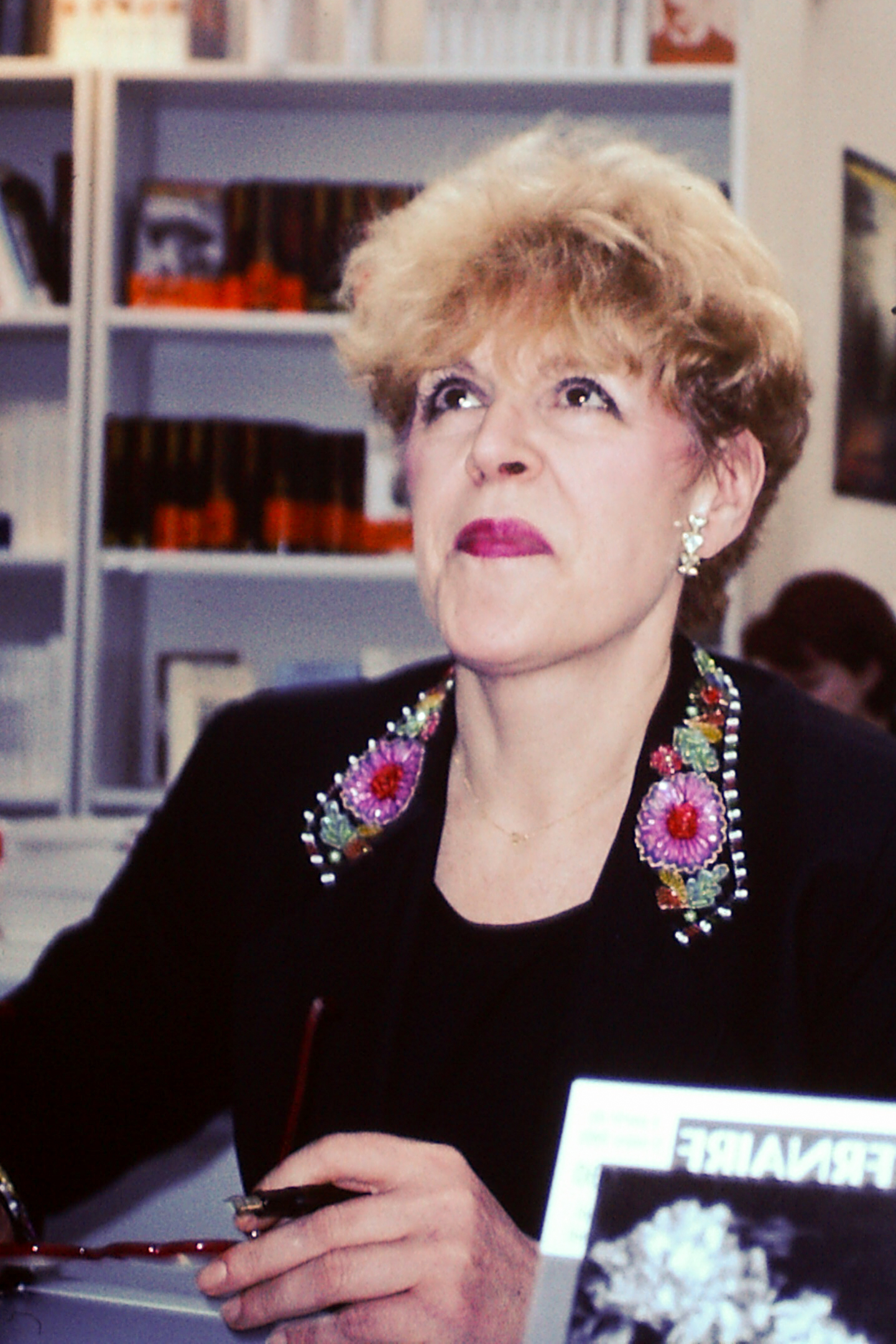

실비 졸리(Sylvie Joly, 1934년 10월 18일 ~ 2015년 9월 3일)는 프랑스의 배우, 희극 배우, 변호사이다.
파리에서 태어났으며 파리에서 사망하였다. 사인은 심정지이다. 페르 라셰즈 묘지에 매장되었다.

## 영화
- 레드 인 (2007년)
- 내 아내 이름은 모리스 (2002, Ma femme s'appelle Maurice)
- 비지터 2 (1998년)
- 나의 사랑하는 사람들 (1992년)
- Un chien dans un jeu de quilles (1983)
- 손수건을 꺼내라 (1978년)
- 고환 (1974년)
- 폴과 미쉘 (1974년)
- 엑스트라 인생 (1973년)